# Альяй, Адриан
Адриан Альяй (алб. Adrian Aliaj; род. 24 сентября 1976[…], Тирана) — бывший албанский футболист, защитник. Сейчас является футбольным агентом.

## Клубная карьера
Альяй начал свою карьеру в албанском Партизани, где он дебютировал в первой команде в 16 лет. Затем он перешел в Ганновер 96 в 1995 году , а в следующем сезоне перебрался в Хорватию в Хайдук. Он также играл за Стандард Льеж в течение двух лет, пока не переехал в Израиль, чтобы играть за Маккаби Петах-Тиква. Затем он вернулся в Бельгию, заключил контракт с клубом Ла-Лувьер, а потом с Шарлеруа. Затем играл за французский Брест и за хорватский НК Солин. В январе 2007 году он переходит в футбольный клуб Ан-Наср. В 2007 году он объявляет о завершении карьеры.

## Карьера в сборной
Альяй играл за сборую Албании с 2002 по 2006 год. За этот период он провёл 29 матчей и забил 8 голов, что считается высокой результативностью для защитника.

### Голы в сборной
| #  | Дата            | Место проведения                 | Соперник   | Гол | Результат | Соревнование                 |
| -- | --------------- | -------------------------------- | ---------- | --- | --------- | ---------------------------- |
| 1. | 11 Октября 2003 | Ду Рештелу, Лиссабон, Португалия | Португалия | 1-1 | 5-3       | Товарищеский матч            |
| 2. | 11 Октября 2003 | Ду Рештелу, Лиссабон, Португалия | Португалия | 4-3 | 5-3       | Товарищеский матч            |
| 3. | 15 Ноября 2003  | Кемаль Стафа, Тирана, Албания    | Эстония    | 1-0 | 2-0       | Товарищеский матч            |
| 4. | 18 Февраля 2004 | Кемаль Стафа, Тирана, Албания    | Швеция     | 2-1 | 2-1       | Товарищеский матч            |
| 5. | 31 Марта 2004   | Кемаль Стафа, Тирана, Албания    | Исландия   | 1-0 | 2-1       | Товарищеский матч            |
| 6. | 28 Апреля 2004  | А. Ле Кок Арена, Таллин, Эстония | Эстония    | 0-1 | 1-1       | Товарищеский матч            |
| 7. | 4 Сентября 2004 | Кемаль Стафа, Тирана, Албания    | Греция     | 2-0 | 2-1       | Отборочный турнир на ЧМ 2006 |
| 8. | 1 Марта 2006    | Кемаль Стафа, Тирана, Албания    | Литва      | 1-0 | 1-2       | Товарищеский матч            |

## Статистика в сборной
| Албания | Албания | Албания |
| Год     | Матчи   | Голы    |
| ------- | ------- | ------- |
| 2002    | 1       | 0       |
| 2003    | 10      | 3       |
| 2004    | 6       | 4       |
| 2005    | 7       | 0       |
| 2006    | 5       | 1       |
| Итого   | 29      | 8       |